# Żwirownia Odra
Żwirownia Odra – żwirownia działająca w latach 1903–2001 w miejscowości Odra w województwie śląskim.
Żwirownia powstała w 1903 roku i należała do trzech braci Goldmanów z Koźla. Przed II wojną światową zakład wydobywał różne rodzaje żwiru. Należały do niego budynek administracyjno-gospodarczy oraz drewniana kuźnia, a także dwie parowe pogłębiarki pływające, parowy dźwig na szynach i barki służące do transportu surowca. Po wojnie zakład przeszedł na własność państwa. Zużytą pogłębiarkę zastąpiono nową, choć już używaną, sprowadzoną z Czech, skąd także przywieziono drugi dźwig. Zakład wyspecjalizował się w produkcji pospółki. Do pomocy przy transporcie sprowadzono holowniki, wybudowano także bocznicę kolejową. Początkowo po wojnie w zakładzie przy ręcznych robotach odkrywkowych pracowało 250–300 osób. Zatrudnieni byli w nim głównie mieszkańcy Odry oraz okolicznej Olzy i Zabełkowa. Prace odbywały się w systemie trójzmianowym, pracowano także w niedziele. W przeciwieństwie do sąsiedniej żwirowni Olza, żwirownia Odra nigdy nie wydobywała żwiru z koryta rzeki Odry. Zakład zakończył działalność w 2001 roku. Zalane wodą wyrobiska, porośnięte roślinnością na brzegach są obecnie siedliskiem dla wielu gatunków zwierząt. Powstałe bagry są także wykorzystywane przez wędkarzy.